# Шахбазян, Карен Мушегович
Каре́н Муше́гович Шахбазя́н (арм. Կարեն Մուշեգովիչ Շահբազյան) — армянский военнослужащий, капитан Службы безопасности Украины, участник российско-украинской войны. Герой Украины (2025).

## Биография
Во время российского вторжения в Украину Карен Шахбазян занимал должность капитана Службы безопасности Украины. Он выполнял задачи аэроразведки в Донецкой и Запорожской областях. В сложных боевых условиях, по заявлениям Украины, экипаж беспилотного летательного аппарата под его командованием уничтожил и повредил ряд вражеских объектов, включая зенитные ракетные комплексы, зенитно-ракетно-пушечные установки, самоходную артиллерийскую установку и автоматизированную станцию постановки помех.

## Награды
- Звание «Герой Украины» с вручением ордена «Золотая Звезда» (21 февраля 2025) — за личное мужество и героизм, проявленные в защите государственного суверенитета и территориальной целостности Украины, верность военной присяге[1].